# Pecado mortal (1960)
Pecado mortal é uma telenovela mexicana, produzida pela Televisa e exibida em 1960 pelo Telesistema Mexicano.

## Elenco
- Amparo Rivelles ... Clara Hernández
- Tito Junco ... Juan Manuel Castro
- Elsa Cárdenas ... Soledad Hernández
- Oswaldo Calvo ... Carlos Castro
- Freddy Fernández ... José María
- Rosa Elena Durgel ... Julia Falcón
- Rebeca Sanromán ... Raquela
- Guillermo Portillo Acosta ... Benito